# Wisselgebit
In de periode waarin de melktanden door definitieve tanden worden vervangen, spreekt men van een wisselgebit. Er zijn dan tanden van beide soorten in het gebit aanwezig. Het gaat in dit artikel om de tanden en kiezen van de mens. Het wisselgebit duurt ongeveer vanaf het 5de tot het 14de jaar.

## Wisselen
Een melktand valt na een bepaalde tijd waarin deze 'wiebelt' vanzelf uit het tandvlees. Dit heeft twee oorzaken. Ten eerste duwt de nieuwe tand de melktand naar buiten. Ten tweede wordt er een stof aangemaakt waardoor de wortel van de oude tand langzaam oplost. Op een gegeven moment heeft deze dus geen houvast meer.
Als de melktanden blijven zitten terwijl de nieuwe tanden al doorkomen, spreken we van een persistent melkgebit. Hierbij lost de tandwortel niet goed op en staan er op een gegeven moment twee tanden in het gebit, waar er maar plaats is voor een. De gevolgen zijn scheve, moeilijk te poetsen tanden.

## Volgorde
Chronologisch kunnen we de evolutie van het wisselgebit als volgt schetsen:
- 5 à 6 jaar: De eerste blijvende kiezen komen uit, dat zijn de zes jaren molaren. Er zijn in deze periode meestal nog geen melktanden uitgevallen en het kind heeft dan 24 tanden.
- 6 jaar: Blijvende centrale snijtanden onder, waarbij de overeenkomstige melktanden uitvallen.
- 6 tot 7 jaar: Blijvende centrale snijtanden boven verdringen de overeenkomstige melktanden.
- 7 jaar: Blijvende laterale snijtanden onder verdringen de overeenkomstige melktanden.
- 7 tot 8 jaar: Blijvende laterale snijtanden boven verdringen de overeenkomstige melktanden.
- 10 jaar: Blijvende hoektanden onder verdringen de overeenkomstige melktanden
- 10 tot 13 jaar: Eerste premolaren boven, eerste premolaren onder, tweede premolaren boven, tweede premolaren onder en de hoektanden boven verdringen hun overeenkomstige melktanden. Alle melktanden zijn op dat ogenblik verdwenen, spreekt men niet meer van een wisselgebit, maar is het volwassen gebit nog niet volledig.
- 13 tot 14 jaar: Tweede blijvende molaren, op dat ogenblik staan er in de mond 28 tanden.
- 18 tot 24 jaar: De vier verstandskiezen breken (eventueel) door. De dentitie is volledig met 32 tanden.